# Ezequiel Gaviglio
Ezequiel Antonio Gaviglio (San Francisco, Provincia de Córdoba, Argentina; 15 de diciembre de 1987) es un futbolista argentino. Juega como delantero y su actual equipo es Sportivo Belgrano del Torneo Federal A.

## Trayectoria
Inició su etapa de jugador de fútbol, en la liga de Baby  fútbol de San Francisco, Cba, en el equipo  del Club Don Orione, actualmente Deportivo Oeste, para luego hacer sus primeras armas en fútbol en fútbol  juveniles del Club Sportivo Belgrano desde año 2006 al 2009, donde ascendió al Federal A con el equipo de sus amores. Posteriormente se fue a jugar a Tiro Federal de Morteros una temporada 2009-2010.En el año 2010 hasta 2012, al equipo del Poeta, General Paz Juniors, de la docta fue goleador y estrella del Federal B, lo que le posibilito a partir 2012 vestir la casaca del cruzado misionero de Guarani Antonio Franco de Posadas de 2012 a  2013.En 2013 llegó el salto al fútbol del exterior y el club Universitario, de sucre  solicitó sus servicios por una temporada en año 2013 a posterior, fue vendido al Fútbol chileno donde tuve una vasta experiencia en club Naval del país Trasandino, por 2 temporadas. En el año 2015 regreso al Fútbol argentino a la provincia de San Juan Para jugar en federal A el club Union Villa Krausse por una temporada. En año 2016 regreso por segunda vez a su casa Sportivo Belgrano y luego de ese año fue cedido a préstamo al club de Pergamino, donde después de esa temporada regresó al club de sus amores  por tercera vez, para ya quedarse en San Francisco y ser junto a Juan Pablo Francia unos de los históricos Jugadores de la institución de Barrio  Alberione en actividad.

## Clubes
| Club                      | País      | Año       |
| ------------------------- | --------- | --------- |
| Sportivo Belgrano         | Argentina | 2006-2009 |
| Tiro Federal de Morteros  | Argentina | 2009-2010 |
| General Paz Juniors       | Argentina | 2010-2012 |
| Guaraní Antonio Franco    | Argentina | 2012-2013 |
| Universitario de Sucre    | Bolivia   | 2013      |
| Naval                     | Chile     | 2014      |
| Unión de Villa Krause     | Argentina | 2014-2016 |
| Sportivo Belgrano         | Argentina | 2016-2019 |
| Douglas Haig de Pergamino | Argentina | 2019      |
| Sportivo Belgrano         | Argentina | 2020-?    |

## Palmarés
| Título                 | Club              | País      | Año  |
| ---------------------- | ----------------- | --------- | ---- |
| Ascenso al Argentino A | Sportivo Belgrano | Argentina | 2009 |